# Giuseppe Abbati

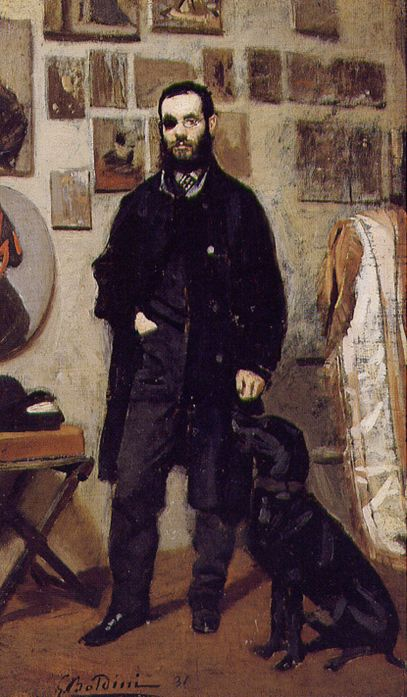
Portret van Giuseppe Abbati, 1865, door Giovanni Boldini

Giuseppe Abbati (Napels, 13 januari 1836 - Florence, 21 februari 1868) was een Italiaans kunstschilder, lid van de Macchiaioli en een patriot die deelnam aan de Italiaanse onafhankelijkheidsstrijd. 

## Biografie
Giuseppe was de zoon van Vincenzo Abbati, eveneens kunstschilder. Hij verhuisde met zijn familie in 1842 naar Florence en daarna naar Venetië, waar ze verbleven tussen 1846 en 1858. Zijn eerste opleiding kreeg hij van zijn vader en daarna ging hij studeren bij Michelangelo Grigoletti aan de academie van Venetië. In 1858 keerde de familie terug naar Napels en exposeerde hij zijn schilderij La Cappella di San Tommaso d'Aquino in San Domenico Maggiore (De kapel van Thomas van Aquino in San Domenico Maggiore) op een tentoonstelling in het Koninklijk Bourbon Museum. Dat jaar leerde hij de schilders Bernardo Celentano en Domenico Morelli kennen. In 1860 sloot hij zich aan bij de "Expeditie van de duizend" die onder de leiding van Giuseppe Garibaldi het Koninkrijk der Beide Siciliën binnenvielen. Hij raakte gewond en verloor een oog in de slag bij de Volturno tegen de troepen van de Bourbons.
Eind 1860 verhuisde Giuseppe naar Florence waar hij in de kringen van het Caffè Michelangiolo kennis maakte met de schilders Telemaco Signorini, Vincenzo Cabianca, Odoardo Borrani, Domenico Caligo, Vito D'Ancona, Serafino De Tivoli en de kunstcriticus, verzamelaar en mecenas Diego Martelli. In 1861 schilderde hij er Il chiostro di Santa Croce (Het klooster van Santa Croce). De groep van kunstenaars, waar Giuseppe zich bij aansloot, werden later de Macchiaioli genoemd.
In 1863 exposeerde hij op tentoonstellingen in Turijn en Florence schilderijen die, zoals de impressionisten het later ook deden, geschilderd werden in de natuur, onder meer: Dintorni di Firenze (Rondom Florence), L'ora del riposo (De rust), Arno presso Firenze (De Arno bij Florence), Motivo presso Castiglioncello (Motieven bij Castiglioncello), en Ulivi del Monte alle Croci (De olijfbomen van de Monte alle Croci). In 1864 exposeerde hij in Brera (Milaan) Il lattaio di Piagentina (De melkboer van Piagentina).
In 1866 nam hij deel aan de Derde Italiaanse Onafhankelijkheidsoorlog. Bij de slag van Custoza werd hij gevangen genomen en opgesloten in Kroatië.
Toen hij in december 1866 terugkeerde naar Florence, trok hij zich terug op het landgoed van Diego Martelli in Castelnuovo della Misericordia.
Op 13 december 1867 werd hij gebeten door zijn eigen hond die blijkbaar besmet was geraakt met hondsdolheid. Hij overleed 39 dagen later, slechts 32 jaar oud. Abbati ligt begraven op de begraafplaats van Porte Sante in Florence.

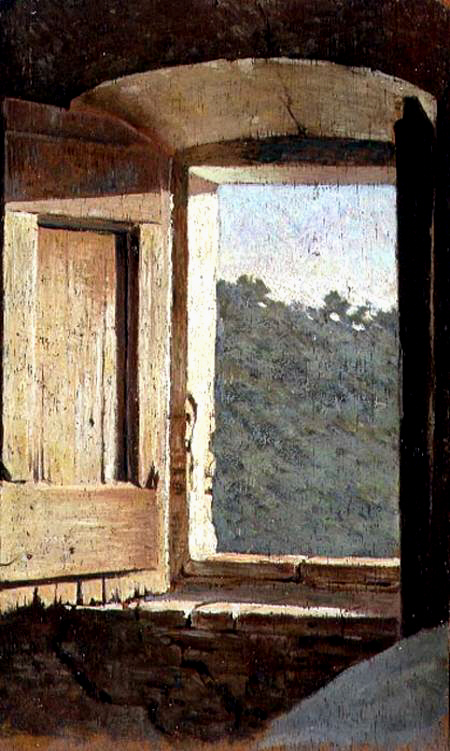
Het venster, 1865, Palazzo Pitti, Florence

## I Macchiaioli
Tussen 1850 en 1860 ontwikkelde zich in Florence de belangrijkste kunstbeweging van de 19e eeuw in Italië; die van de Macchiaioli. De beweging stelde zich ten doel de nationale artistieke cultuur te vernieuwen en de politieke vernieuwing te bevorderen. De macchiaioli braken met de verouderde tradities zoals onderwezen aan de academies en ze trokken de natuur in om te schilderen om zo het natuurlijke licht, schaduw en de natuurlijke kleuren te kunnen weergeven. Ze zetten zich af tegen de Romantiek en namen het Realisme als uitgangspunt. Gustave Courbet en de School van Barbizon waren hun voorbeelden. De macchiaioli werden en worden (dikwijls ten onrechte) vergeleken met de Franse impressionisten. Het politieke en sociale engagement van de Macchiaioli, dat totaal ontbrak bij de impressionisten, leidde ertoe dat de Macchiaioli in hun schilderijen niet het nietsdoen en de vrije tijd bezongen zoals de impressionisten. Dit leidde ertoe dat de Macchiaioli noch in het motief noch in de kleuren de onbekommerde, vrolijke stemming opvoeren die zo kenmerkend is voor veel impressionistische werken. De strekking van de Macchiaioli ontstond bovendien ruim tien jaar eerder dan de Franse impressionisten. Wat ze wel gemeenschappelijk hadden, is het streven naar het werkelijke beeld, het werken in de vrije natuur en de studie van het licht. Ze stelden dat het werkelijke beeld was samengesteld uit contrasten tussen kleurvlekken en de beïnvloeding daarvan door het licht en clair-obscur partijen. Van die vlekken of 'macchie' werd hun naam afgeleid.

## Andere werken

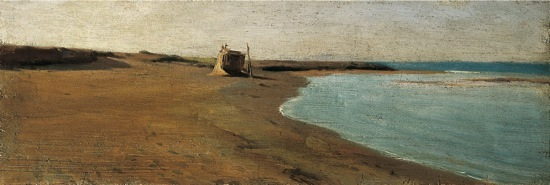
Strand bij Caletta, 1863

- Interno di un monumento (Binnen een monument), ca. 1861
- Marina a Castiglioncello (Zeezicht bij Castiglioncello),  1862-1863
- Stradina al sole (Straatje in de zon), 1863, Milaan, Collectie Jucker
- Via di Montughi (De weg naar Montughi'), 1863
- La casina dei pescatori a Castiglioncello (Vissershuisje in Castiglioncello), 1863
- Il Camposanto di Pisa (Camposanto van Pisa), 1864
- Ritratto di uomo (Portret van een man), 1865
- Mugnone alle Cure (De Mugnone bij de wallen), Milaan
- Ritratto di signora (Portret van een dame), Rome, Galleria Nazionale d'arte moderna e contemporanea
- Cavallo al sole (Paard in de zon), 1866
- Marina (Zeezicht), Florence, Galleria d'Arte moderna, Palazzo Pitti
- Strada di paese (Straat op het platteland), Florence, Galleria d'Arte moderna, Palazzo Pitti

## Galerij

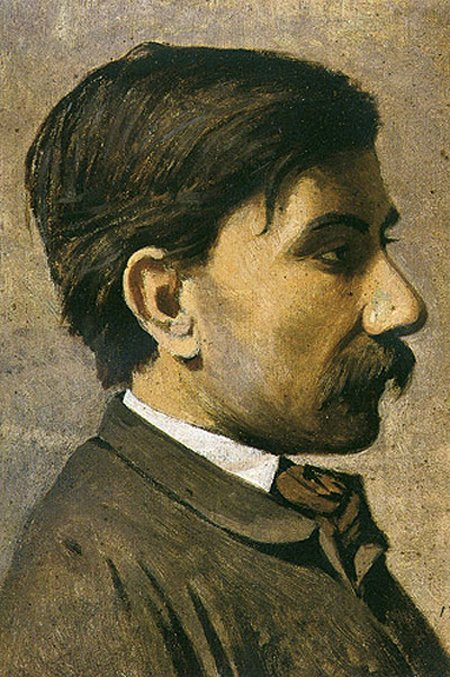
Zelfportret, ca. 1860, Galleria d'arte moderna Ricci Oddi, Piacenza
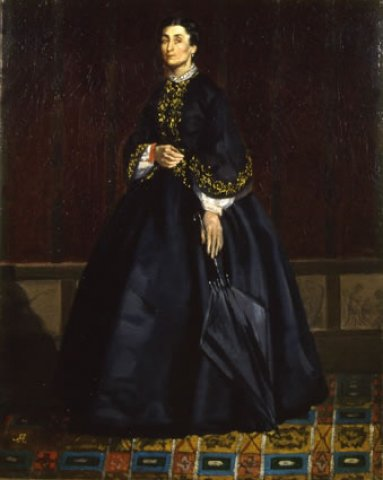
Portret van een vrouw, ca. 1860, Galleria nazionale d'arte moderna e contemporanea, Rome
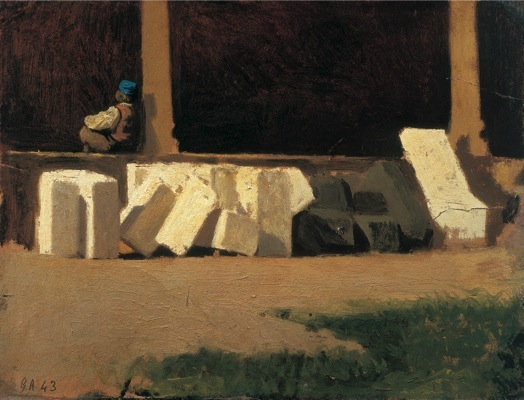
Interno di un chiostro (1861), Galleria d'arte moderna, Palazzo Pitti, Florence
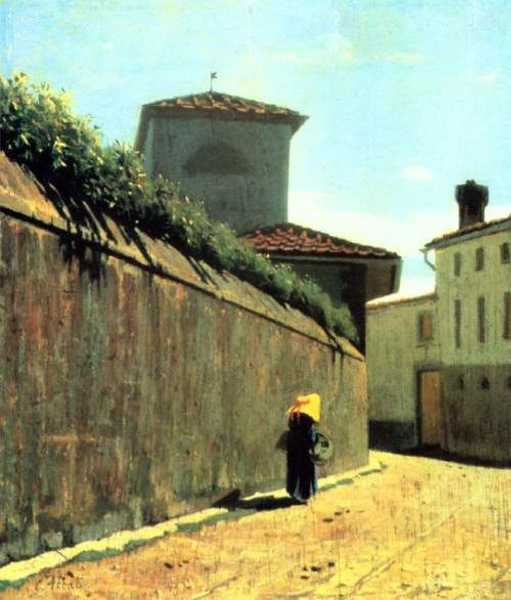
Stradina al sole (1863)
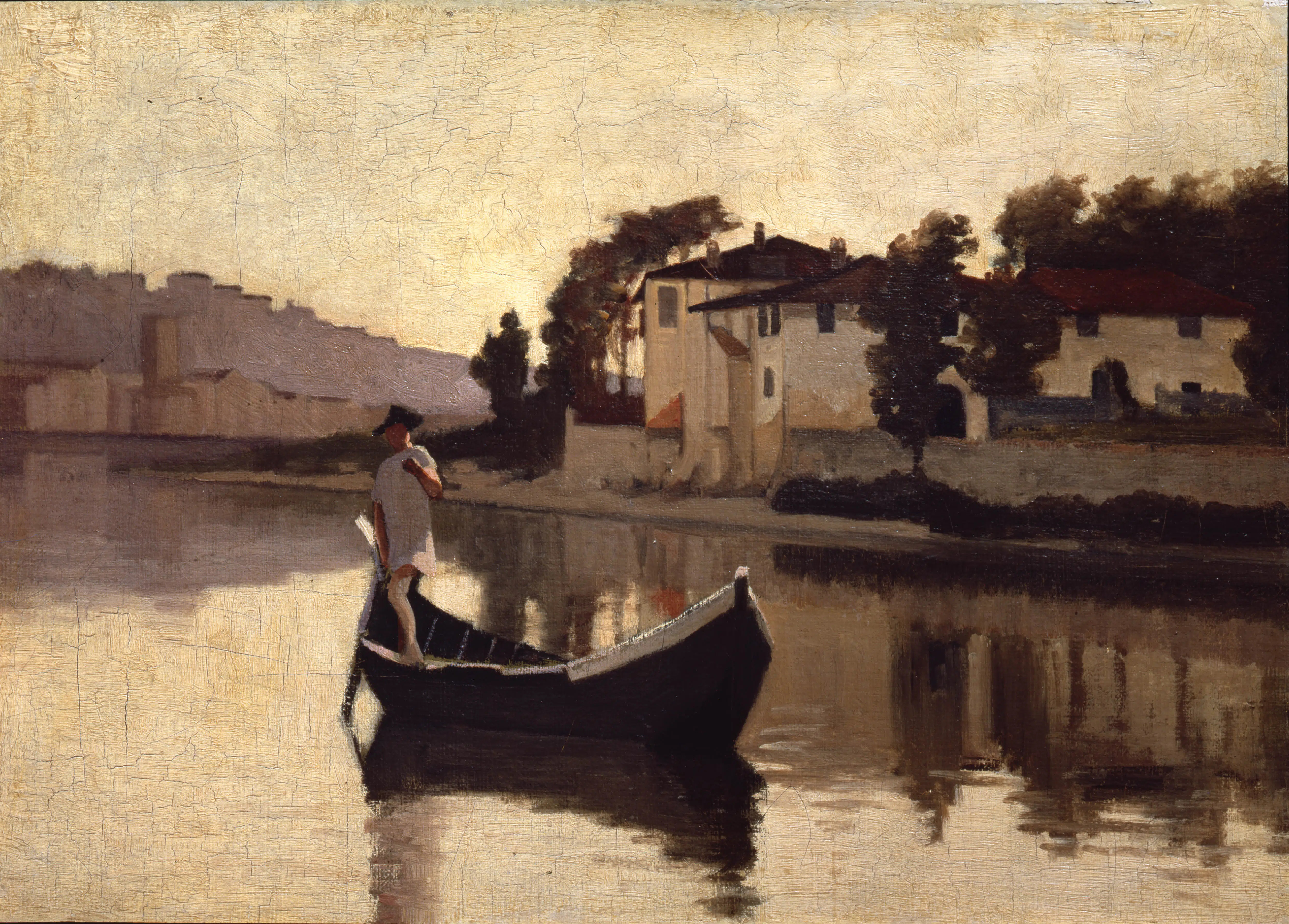
Arno bij Casaccia (1863)
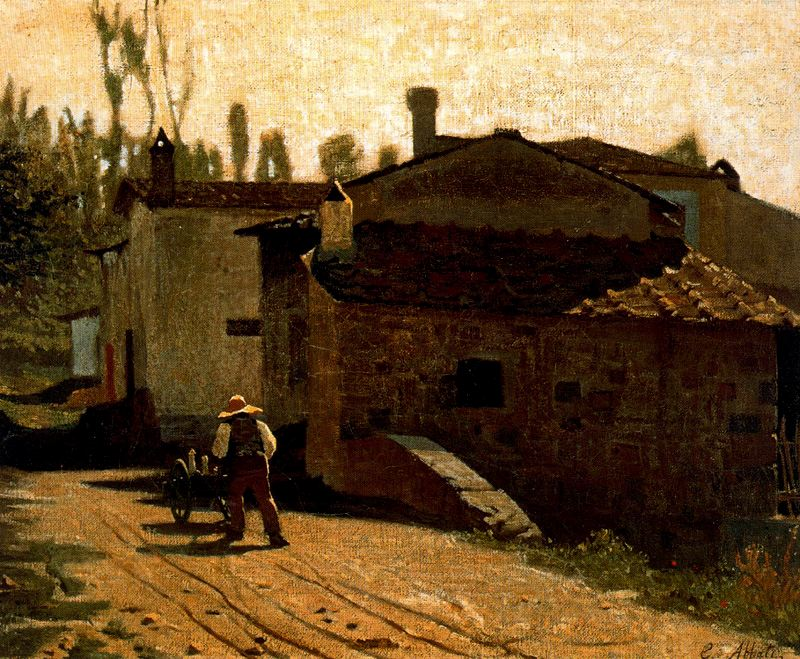
Lattaio di Piagentina (1864), Museo Civico, Napels

- Biblioteca Nacional de España: XX1069583
- Bibliothèque nationale de France: cb12103480x (data)
- Gemeinsame Normdatei: 118845918
- International Standard Name Identifier: 0000 0000 6636 2347
- Library of Congress Control Number: n85221444
- RKD-Nederlands Instituut voor Kunstgeschiedenis: 114
- Istituto Centrale per il Catalogo Unico: PALV000215
- Système universitaire de documentation: 029398819
- Union List of Artist Names: 500016852
- Virtual International Authority File: 22938823
- WorldCat: E39PBJkmYcgwXKrTcdGykRgkDq